# Siegfried Quandt
Siegfried Quandt (* 11. Juli 1936 in Königsberg; † 18. August 2024) war ein deutscher Historiker und Kommunikationswissenschaftler. Er war Geschichtsdidaktiker an der Justus-Liebig-Universität Gießen und leitete bis zu seiner Emeritierung den Studiengang Fachjournalistik Geschichte.

## Leben
Quandt befasste sich früh und gemeinsam mit Guido Knopp mit der Rolle von Geschichtssendungen im Fernsehen, die auf die jüngeren Fernsehzuschauer kaum wirken. Er gründete 1981 an der Universität Gießen die Arbeitsgemeinschaft „Geschichtswissenschaft und Massenmedien“, in der prominente Vertreter der Medien und Historiker zusammenarbeiteten. 
Seit 1984 besteht an der Universität der „Studienschwerpunkt Fachjournalistik“, ein Journalistikstudium in besonderer Verbindung mit dem Fach Geschichte, das Quandt maßgeblich entwickelt und aufgebaut hat. Seit Mitte der 1980er-Jahre hat er an zeitgeschichtlichen Fernsehfilmen beim ZDF und HR mitgearbeitet. Seit 1988 organisierte er für den Verband der Hessischen Zeitungsverleger die überbetriebliche Volontärsausbildung, für die er ein spezielles Lehrkonzept ausarbeitete und die er zehn Jahre lang leitete.
In Kooperation mit dem Hessischen Zeitungsverlegerverband begründete er im selben Jahr den Hessischen Jungjournalistenpreis „Für die lokale Presse“ und leitete dessen Jury. Auch an der Einrichtung fotojournalistischer Preise (1995 „Mensch und Natur“ mit der Licher Brauerei, der Leica-Fotoakademie und dem Naturschutzzentrum Hessen; 1996 „wissenschaft visuell“ mit dem Magazin Bild der Wissenschaft) war Quandt in Zusammenarbeit mit prominenten Medienvertretern maßgeblich beteiligt und leitete viele Jahre lang die Jury. Ferner war er in der Jury des Verbraucherjournalistenpreises des Markenverbandes tätig.
Im Rahmen des Netzwerks TransMIT GmbH hatte Quandt seit Mitte der 1990er Jahre das TransMIT-Zentrum für Kommunikation, Medien, Marketing aufgebaut, in dem Medienanalysen durchgeführt, Medienkonzepte erstellt und Konzepte für Unternehmenskommunikation entwickelt werden. Neben zahlreichen weiteren Aktivitäten im Bereich der Wissenschaft und der Medien war Quandt Mitglied des Programmbeirats des regionalen Fernsehsenders Rhein-Main-TV und des Beirats der Zeitschrift Fachjournalist. Seit 2006 war er Präsidiumsmitglied und Vorsitzender des Deutschen Fachjournalisten-Verbandes. 
Außerdem lehrte er Unternehmenskommunikation an der Berufsakademie Ravensburg. Für den Deutschen Hochschulverband (DHV), dessen Präsidiumsmitglied und Vizepräsident Quandt in den 1990er-Jahren war, gestaltete er dessen Verbandspublikation grundlegend neu. 
Quandt wurde 2006 für sein Engagement in Wissenschaft, Medien und Wirtschaft mit dem Bundesverdienstkreuz I. Klasse ausgezeichnet.

## Werke
- Luther, die Reformation und die Deutschen. Wie erzählen wir unsere Geschichte? Schöningh, Paderborn 1982, ISBN 3-506-77301-1.
- Guido Knopp, Siegfried Quandt (Hrsg.): Geschichte im Fernsehen. Ein Handbuch. Wissenschaftliche Buchgesellschaft, Darmstadt 1988 ISBN 3-534-02487-7.